# Russell Howard’s Good News
Russell Howard’s Good News brit aktuális témákkal foglalkozó televíziós vígjátéksorozat. A műsorvezető Russell Howard humorista a hét híreihez fűz megjegyzéseket stand-up formátumban szkeccsekkel, videobejátszásokkal kiegészítve, illetve a hírekben szereplő személyek vendégszereplésével. A sorozatot a független Avalon Television gyártotta Mark Iddon, Robyn O’Brien és David Howarth producerek vezetésével. Az első nyolc évadot a BBC Three sugározta 2009 és 2013 között, majd a BBC Two-ra költözött, ahol további két évad került adásba 2015 decemberéig. 2016. november 29-én a BBC bejelentette, hogy egyelőre nem tervez új részeket a műsorból, de Howard továbbra is fel fog bukkanni az adóin. Howard ezt követően a Sky 1 adón kezdett el egy hasonló formátumú műsort vezetni, amely a The Russell Howard Hour címet kapta.
A Good News olyan jótékony eseményeken is részt vett, mint a Children in Need 2011 és a Red Nose Day 2013. 2013 februárjában a Digital Spy felhasználói az akkor tízéves BBC Three addigi legjobb műsorának választották meg.

## Epizódok
| Évad | Évad | Részek száma | Részek száma | Eredeti sugárzás     | Eredeti sugárzás   | Eredeti adó |
| Évad | Évad | Részek száma | Részek száma | Évadbemutató         | Évadzáró           | Eredeti adó |
| ---- | ---- | ------------ | ------------ | -------------------- | ------------------ | ----------- |
|      | 1.   | 9            | 9            | 2009. október 22.    | 2009. december 17. | BBC Three   |
|      | 2.   | 8            | 8            | 2010. március 25.    | 2010. május 13.    | BBC Three   |
|      | 3.   | 9            | 9            | 2010. október 21.    | 2010. december 25. | BBC Three   |
|      | 4.   | 8            | 8            | 2011. március 24.    | 2011. május 12.    | BBC Three   |
|      | 5.   | 8            | 8            | 2011. október 27.    | 2011. december 15. | BBC Three   |
|      | 6.   | 12           | 12           | 2012. április 12.    | 2012. június 28.   | BBC Three   |
|      | 7.   | 12           | 12           | 2012. szeptember 27. | 2012. december 13. | BBC Three   |
|      | 8.   | 12           | 12           | 2013. április 25.    | 2013. július 11.   | BBC Three   |
|      | 9.   | 9            | 9            | 2014. október 23.    | 2015. január 8.    | BBC Two     |
|      | 10.  | 9            | 9            | 2015. október 22.    | 2015. december 17. | BBC Two     |